# Patrice Martin (homme politique)
Pour les articles homonymes, voir Patrice Martin et Martin.
Patrice Martin, né le 13 septembre 1963 à Neufchâtel-en-Bray, est un homme politique français. Il est élu député de la Seine-Maritime lors des élections législatives anticipées de 2024, sous l'étiquette du Rassemblement national.

## Biographie
Patrice Martin, né le 13 septembre 1963 est agriculteur dans le pays de Bray,.
Militant au Rassemblement national, il est investi par le parti pour les élections législatives de 2022 dans la sixième circonscription de la Seine-Maritime. Il est battu au second tour par le député sortant du PCF Sébastien Jumel. 
Après la dissolution de l'Assemblée nationale décidée par Emmanuel Macron le 9 juin 2024, Patrice Martin est investi par le Rassemblement national dans la même circonscription. 
Il mène une campagne centrée sur le thème du pouvoir d'achat. Il prend position en faveur des agriculteurs, quelques mois après leur mouvement de protestation national, et défend « une agriculture locale et le circuit court », assurant qu'« il faut consommer local, transformer local, mais aussi recycler local ». Lors de la campagne, Patrice Martin aborde également le thème de l'immigration, affirmant que les étrangers seraient là pour « profiter du système », et critique l'ouverture de mosquées, sans parvenir à dire si la ville de Dieppe en compte une. Patrice Martin affirme être soutenu par des chefs d'entreprise et « beaucoup d'élus sur le terrain, qui n'affichent pas forcément leur soutien ». Lors de la campagne pour le second tour, Sébastien Jumel, qui le qualifie de « candidat fantôme », affirme que Patrice Martin aurait refusé de débattre face à lui, ce que ce dernier nie. Le député sortant regrette le « tsunami de « colère brune » » qui risque de faire basculer sa circonscription.[pertinence contestée]
À l'issue du premier tour, le 30 juin, Patrice Martin arrive premier, récoltant 44,91 % des voix, et se qualifie pour le second tour. Le 7 juillet 2024, il est finalement élu député avec 51,21 % des suffrages face à Sébastien Jumel. 

## Controverses
Patrice Martin est mentionné par Mediapart sur la liste des « brebis galeuses » du Rassemblement national. Le média pointe notamment son relais d'articles issus de sites complotistes d'extrême droite, islamophobes ou antisémites, comme Riposte laïque ou Égalité et Réconciliation. Il écrit en 2020 que les migrants vont « nous décapiter ». Lors de sa candidature de 2024, il supprime de ses réseaux sociaux certaines de ses publications, mais elles sont retrouvées par L'Humanité. Il a notamment republié en 2019 un article antisémite au sujet de Jacques Attali issu du site d'Alain Soral. Toujours en 2019, il reprend un tweet homophobe s'en prenant au chanteur Bilal Hassani. 
Il diffuse aussi une fausse information sur les pensions des fonctionnaires de l'Union européenne, démentie par plusieurs médias et services de vérification des faits.  
Patrice Martin tient un discours climatodénialiste, en affirmant en 2019 que la canicule n'est pas liée au changement climatique. 